# Robert Carlson
Robert Carlson   (San Francisco, 11 d'abril de 1905 - 14 d'abril de 1965) va ser un regatista estatunidenc que va competir durant la dècada de 1930.
El 1932 va prendre part en els Jocs Olímpics de Los Angeles, on va guanyar la medalla de plata en la categoria de 6 metres del programa de vela. Navegà a bord del Gallant junt a Temple Ashbrook, Frederic Conant, Charles Smith, Donald Wills i Emmett Davis.